# Gigi Gorgeous
Gigi Gorgeous, precedentemente Gregory Gorgeous, pseudonimo di Gigi Loren Lazzarato, nato Gregory Allan (Montréal, 20 aprile 1992), è un'attrice, personaggio televisivo e youtuber canadese.

## Biografia
È nota per aver fatto coming out pubblicamente come donna transgender, mantenendo sia la sua immagine pubblica che il canale YouTube prima, durante e dopo la sua transizione. Oltre ad essere popolare su internet, Lazzarato è anche apparsa in un gran numero di show televisivi, inclusi: Access Hollywood, Good Work e Project Runway: All Stars - inoltre, ha recitato per tre anni come se stessa nel popolare reality show online The Avenue. Lazzarato fece il suo debutto come attrice nel 2013 sulla serie TV The Insider ed ha da allora recitato in tre cortometraggi. 
Gigi Loren Lazzarato è nata il 20 aprile 1992 a Montreal, in Canada ed è cresciuta a Mississauga, nella parte ovest dell'area metropolitana di Toronto - figlio di David Lazzarato, il presidente della commissione di controllo della Yellow Media, e di Judith Lazzarato (nata Belding), una consulente per gli investimenti e agente immobiliare. La sua famiglia è di origini italiane, libanesi e francesi ed è stata cresciuta con educazione e fede Romano Cattolici. Ha due fratelli, Adam e Cory Lazzarato. Da giovane adulto si classifica come campione nazionale di tuffi. Ha frequentato la Iona Catholic Secondary School e successivamente il George Brown College; al George Brown College studia moda ma decide di abbandonare gli studi per concentrarsi sulla sua carriera come YouTuber. Sua madre Judith muore di leucemia il 3 febbraio 2012.

### Dal 2008 al 2014: Gli inizi
Prima della sua transizione, Lazzarato era conosciuto come Greg e si occupava di makeup nel canale YouTube che aprì nel 2008. In quel periodo, venne identificata come uomo omosessuale. Dalla sua transizione in poi, il suo canale YouTube iniziò ad includere più vlog e video inerenti alla moda e allo stile di vita di Gigi. Nel gennaio 2015, il canale YouTube raggiunse più di un milione di iscritti e più di 130 milioni di visualizzazioni.
Lazzarato ha fatto parte di Project Runway: All Stars ed E! Celebrity Style Story ed ha collaborato con diversi altri YouTubers famosi, creando contenuti di diverso genere; si aggiudicò il premio LogoTV Trailblazing Social Creator Award nel 2014 per il suo appoggio nei confronti dei giovani LGBT. Lazzarato frequenta spesso convention BeautyCon per incontrare i fan e attendere stands su tecniche del makeup e l'industria cosmetica. Ha, inoltre, fatto da modella per il designer Marco Marco, per il quale sfilò nel 2014 e 2015 nei Marco Marco Fashion Shows.

### 2015-Oggi: I hate myselfie e Better Than Sex
Lazzarato ha usato il suo stato di celebrità online per sensibilizzare il pubblico sui fenomeni transgender, la comunità LGBT e il bullismo. Fu anche menzionata in un servizio sulle celebrità transgender nel documentario dea ABC 20/20 circa la transizione di Caitlyn Jenner.
All'inizio del 2015, Lazzarato ha recitato nei panni di Amber nel cortometraggio di debutto dello YouTuber Shane Dawson "I Hate Myselfie". La giovane afferma di essersi ispirata a Rachel McAdams nelle vesti di Regina George, mentre si trovava sul set come Amber; Lazzarato ha preso parte anche ai sequel di I Hate Myselfie, sempre come Amber. A maggio, fu annunciato la collaborazione della Lazzarato con la Crest Canada come nuovo volto della nuova linea Crest 3D White Brilliance.
Nel giugno 2015 fu annunciata la sua collaborazione con la cantante Miley Cyrus, facendo così parte della campagna "#InstaPride" promossa dall'associazione Cyrus' Happy Hippie Foundation di Marie Claire. La campagna incluse una serie di foto e fu seguita da un annuncio della Cyrus che affermava la sua collaborazione con la Lazzarato per un altro progetto, questa volta, segreto; il progetto, successivamente, si rivelò una diffusione delle immagini nella rivista Americana Marie Claire. Lazzarato recitò anche nel cortometraggio della Too Faced "Better Than Sex" che fu reso pubblico il 9 luglio 2015. Lazzarato ed un gruppo di altre persone transgender hanno presentato Miley Cyrus ai VMAs.

### Relazioni
Lazzarato ebbe una relazione con Cory Binney (allenatore, personalità online e fratello della drag queen Alaska Thunderfuck) da ottobre 2014 a giugno 2015.
In passato si è identificata come bisex, ma il 14 settembre 2016 si è dichiarata lesbica su YouTube. È cattolica e si definisce religiosa. Dal 2016 è legata sentimentalmente a Nats Getty, un'ereditiera della famiglia Getty. Le due si sono fidanzate ufficialmente nel marzo 2018 e il 12 luglio 2019 si sono sposate con una cerimonia privata alla Rosewood Miramar Beach di Montecito, in California.
Nella prima metà del 2021 Getty annuncia di aver cambiato sesso identificandosi come maschio; in seguito Gigi, nell'aprile dello stesso anno, pubblica un video su YouTube intitolato Coming Out for the last time, nel quale annuncia di aver intenzione di restare sposata con Getty anche dopo la sua transizione, dicendo di essere attratta da Nats non per il suo genere ma per la persona che è, identificandosi definitivamente come pansessuale.

### Transizione da uomo a donna
Lazzarato ha annunciato la sua identità di donna transgender nel dicembre 2013. Da allora si è sottoposta ad elettrolisi, rasatura tracheale, terapia ormonale sostitutiva, femminilizzazione facciale e mastoplastica additiva. Ha quindi poi cambiato il suo nome legalmente da Gregory Allan a Gigi Loren, nonostante non si sia sottoposta a riattribuzione chirurgica del sesso.

## Apparizioni pubbliche

### Come attrice
| 2012 | The Campus        | Greg             | Vari                 |
| 2013 | The Listener      | Gregory Gorgeous | Rob Lieberman        |
| 2015 | I Hate Myselfie   | Amber            | Michael J. Gallagher |
| 2015 | Better Than Sex   | Gigi             | Non annunciato       |
| 2015 | I Hate Myselfie 2 | Amber            | Michael J. Gallagher |

### Come se stessa
| Anno    | Titolo                    | Referenze |
| ------- | ------------------------- | --------- |
| 2010    | MTV'S The After Show      |           |
| 2011-13 | The Avenue                |           |
| 2013    | Project Runway: All Stars |           |
| 2014    | PopSugar TV               |           |
| 2014    | The Marco Marco Show      |           |
| 2014    | Beauty TV                 |           |
| 2014    | Trailblazers              |           |
| 2014    | Shane and Friends         |           |
| 2015    | About Bruce               |           |
| 2015    | Good Work                 |           |
| 2015    | Access Hollywood          |           |
| 2015    | Bro'Laska                 |           |
| 2015    | MTV Video Music Award     |           |

## Doppiatrici italiane
Nelle versioni in italiano delle opere in cui ha recitato, Gigi Gorgeous è stata doppiata da:
- Marina Thovez in Upload